# At the Half Note Cafe, Volume 2
At the Half Note Cafe, Volume 2 è un album Live di Donald Byrd, pubblicato dalla Blue Note Records nell'agosto del 1961. Il disco fu registrato dal vivo l'11 novembre 1960 al Half Note Cafe di New York City, New York (Stati Uniti).

## Tracce
Lato A
1. Jeannine – 13:08 (Duke Pearson) – 1st Set
2. Pure D. Funk – 6:09 (Donald Byrd) – 1st Set

Lato B
1. Kimyas – 11:58 (Donald Byrd) – 3rd Set
2. When Sonny Gets Blue – 6:17 (Marvin Fisher, Jack Segal) – 4th Set

Edizione CD del 1997, pubblicato dalla Blue Note Records
1. Jeannine – 13:08 (Duke Pearson)
2. Pure D. Funk – 6:09 (Donald Byrd)
3. Between the Devil and the Deep Blue Sea – 9:54 (Harold Arlen, Ted Koehler) – Bonus Track - 4th Set
4. Theme from Mr. Lucky – 10:51 (Henry Mancini) – Bonus Track - 1st Set
5. Kimyas – 11:58 (Donald Byrd)
6. When Sunny Gets Blue – 6:17 (Marvin Fisher, Jack Segal)

## Musicisti
- Donald Byrd - tromba
- Pepper Adams - sassofono baritono
- Duke Pearson - pianoforte
- Laymon Jackson - contrabbasso
- Lex Humphries - batteria[4]